# Blohm & Voss Bv P.170

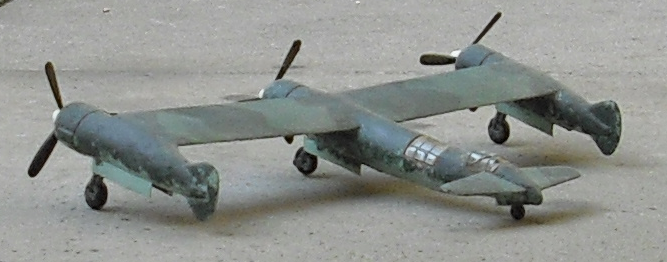
Blohm und Voss Bv P.170

De Bv P.170 is een project voor een jachtbommenwerper dat werd ontwikkeld door de Duitse vliegtuigbouwer Blohm und Voss.
Het project stond onder leiding van Dr. Vogt die een groot voorstander was van het asymmetrische vliegtuigontwerp. De Bv P.170 had echter geen asymmetrische vorm maar was wel van een speciaal ontwerp.
Het ontwerp was voorzien van een centrale romp met hierin de cockpit. De cockpit was aan het einde van de romp geplaatst, vlak voor de staartsectie. In de neus van de romp was een van de drie BMW 801D-stermotoren geplaatst.
De vleugels waren recht uitgevoerd en van hout vervaardigd. Aan iedere vleugeltip was een motorgondel geplaatst met daarin een BMW 801D-stermotor. Hierdoor leek het ontwerp een ontwerp voor een eenmotorig jachtvliegtuig waaraan later twee motoren waren toegevoegd. Alle motoren waren voorzien van een propeller met een diameter van 3,50 m.
De staartsectie bestond alleen uit twee hoogteroeren. De twee motorgondels aan de vleugels waren aan het einde voorzien van een richtingsroer. In iedere motorgondel was een brandstoftank van 2.000 lt geplaatst. In de romp bevond zich eenzelfde brandstoftank. De brandstoftank was bedoeld voor de motor waarachter deze was aangebracht en er was geen mogelijkheid dat een andere motor gebruik kon maken van een andere tank.
Het toestel was ontworpen om over een hoge snelheid te beschikken en hierom had men het niet voorzien van defensieve bewapening. Men dacht dat de snelheid, net als bij een aantal uitvoeringen van de De Havilland Mosquito, voldoende zou zijn voor de bescherming van het vliegtuig. Onder de vleugels kon een 2.000 kg zware bommenlading worden vervoerd.